# Merja Kyllönen
Merja Sinikka Kyllönen, född 25 januari 1977 i Suomussalmi, är en finländsk politiker (Vänsterförbundet). Hon är ledamot av Finlands riksdag sedan 2007 och var Finlands trafikminister från 2011 till 2013. Hon var sitt partis kandidat i presidentvalet 2018. Kyllönen har bakgrund som bioanalytiker och har arbetat som tekniskt biträde på apoteket i Suomussalmi.

## Utmärkelser
- Kommendörstecknet av Finlands Lejons orden,  6 december 2015[8]

[Redigera Wikidata]